# Антонія Сибілла Барбі-Мюлінгенська
Антонія Сибілла Барбі-Мюлінгенська (нім. Antonie Sibylle von Barby und Mühlingen), ( 7 квітня 1641 —  2 травня 1684) — графиня Барбі-Мюлінгенська з роду Арнштайнів, донька графа Барбі-Мюлінгену Альбрехта Фрідріха та графині Дельменгорстської Софії Урсули, перша дружина графа Шварцбург-Зондерсгаузену Крістіана Вільгельма.

## Біографія
Народилась 7 квітня 1641 року у Розенбурзі в графстві Барбі-Мюлінген. Була п'ятою дитиною та четвертою донькою в родині графа Барбі-Мюлінгену Альбрехта Фрідріха та його дружини Софії Урсули Дельменгорстської. Мала старшого брата Августа Людвіга та сестер Крістіну Єлизавету, Юстіну Софію й Емілію Юліану. Немовлям залишилась круглою сиротою.
У віці 32 років стала дружиною 26-річного графа Шварцбург-Зондерсгаузену Крістіана Вільгельма. Весілля пройшло 22 серпня 1673 у Зондерсгаузені. У подружжя з'явилося семеро дітей.
Резиденцією сімейства був замок Зондерсгаузен.
Графиня пішла з життя 2 травня 1684 при пологах. Була похована в Зондерсгаузені. Крістіан Вільгельм невдовзі узяв другий шлюб. У 1697 році він отримав титул імперського князя.

## Родина
Чоловік  — Крістіан Вільгельм
Діти:

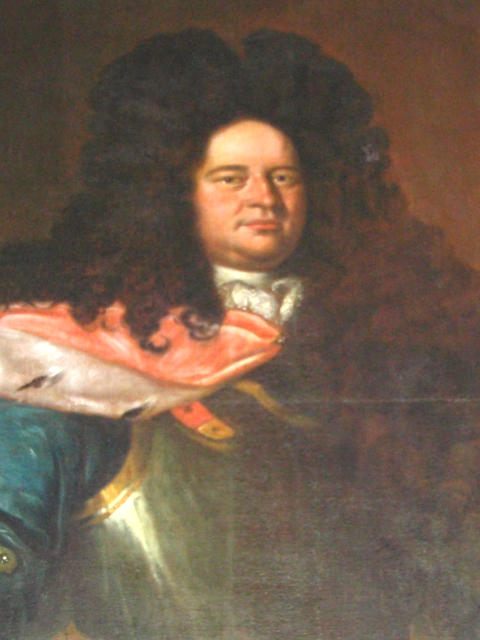
Портрет Крістіана Вільгельма, 1702

- Антон Альберт (1674—1680) — прожив 5 років;
- Август Вільгельм (1676—1690) — прожив 14 років;
- Ґюнтер (1678—1740) — наступний князь Шварцбург-Зондерсгаузену у 1720—1740 роках, був одруженим із принцесою Єлизаветою Альбертіною Ангальт-Бернбурзькою, дітей не мав;
- Магдалена Софія (1680—1751) — дружина графа Георга Альбрехта фон Шонбург-Гартенштайн, мала шестеро дітей;
- Крістіана Емілія (1681—1751) — дружина герцога Мекленбург-Штреліцу Адольфа Фрідріха II, мала сина та доньку;
- Луїза Альбертіна (1682—1765) — одружена не була, дітей не мала;
- Антонія Сибілла ( 1684) — померла немовлям.